# Krotivșciîna, Velîka Bahacika
Krotivșciîna (în ucraineană Кротівщина) este localitatea de reședință a comunei Krotivșciîna din raionul Velîka Bahacika, regiunea Poltava, Ucraina.

## Demografie
Componența lingvistică a localității Krotivșciîna
     Ucraineană (95,42%)
     Română (2,35%)
     Rusă (2,1%)
Conform recensământului din 2001, majoritatea populației localității Krotivșciîna era vorbitoare de ucraineană (95,42%), existând în minoritate și vorbitori de română (2,35%) și rusă (2,1%).